# Knocked Out Loaded
| 전문가 평가                   | 전문가 평가 |
| 평가 점수                     | 평가 점수   |
| 출처                          | 점수        |
| ----------------------------- | ----------- |
| AllMusic                      | [ 1 ]       |
| Robert Christgau              | B           |
| Entertainment Weekly          | B–          |
| MusicHound                    | 1.5/5       |
| Rolling Stone                 | [ 5 ]       |
| The Rolling Stone Album Guide | [ 6 ]       |

《Knocked Out Loaded》는 미국의 싱어송라이터 밥 딜런의 스물네 번째 스튜디오 음반으로 1986년 7월 14일, 컬럼비아 레코드가 발매했다.
이 음반은 발매되자마자 좋지 않은 평가를 받았으며, 일부 비평가들은 여전히 딜런이 가장 덜 노력한 것 중 하나로 간주하고 있다. 그러나 샘 셰퍼드가 공동 작사, 작곡한 11분짜리 서사시 〈Brownsville Girl〉은 일부 평론가들이 그의 베스트 곡 중 하나로 꼽은 바 있다. 《Knocked Out Loaded》는 미국 차트에서 53위, 영국에서는 35위로 정점을 찍는 등 판매량이 약세를 보였다.

## 구성
음반에는 커버곡 3곡, 다른 작사가와의 콜라보레이션 3곡, 딜런의 솔로곡 2곡이 수록돼 있다. 1986년 봄, 한 트랙의 녹음이나 믹싱 작업인 〈Got My Mind Made Up〉이 6월에 발생했다고는 하지만 대부분의 음반은 녹음되었다. 이 음반의 몇몇 곡들은 1984년과 1985년 세션의 기악곡에 오버더빙을 사용하였다.
한 곡인 〈Maybe Someday〉는 T. S. 엘리엇의 시 《동방박사들의 여행》의 한 구절을 바꾸어 표현했다. "그리고 엘리엇의 "그리고 적대적인 도시들과 비우호적인 도시들"이 딜런의 "적대적인 도시들과 비우호적인 도시들"에서 시작된다.

## 커버 아트
커버 아트는 1939년 1월 《Spicy Adventure Stories》의 커버를 다시 만든 작품이다.

## 곡 목록
| #  | 제목                            | 작사·작곡           | 재생 시간 |
| -- | ------------------------------- | ------------------- | --------- |
| 1. | 〈You Wanna Ramble〉            | 리틀 주니어 파커    | 3:14      |
| 2. | 〈They Killed Him〉             | 크리스 크리스토퍼슨 | 4:00      |
| 3. | 〈Driftin' Too Far from Shore〉 | 밥 딜런             | 3:39      |
| 4. | 〈Precious Memories〉           | 민요, 딜런 (편곡)   | 3:13      |
| 5. | 〈Maybe Someday〉               | 딜런                | 3:17      |

| #  | 제목                    | 작사·작곡                | 재생 시간 |
| -- | ----------------------- | ------------------------ | --------- |
| 1. | 〈Brownsville Girl〉    | 딜런, 샘 셰퍼드          | 11:00     |
| 2. | 〈Got My Mind Made Up〉 | 딜런, 톰 페티            | 2:53      |
| 3. | 〈Under Your Spell〉    | 딜런, 캐롤 베이어 세이거 | 3:58      |